# Paleis

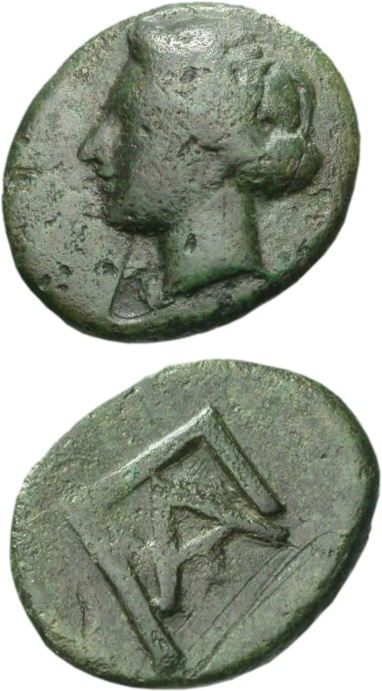
Monedas de la antigua Paleis.

Paleis o Pale (en griego, Παλείς, Πάλη) es el nombre de una antigua ciudad griega de Cefalonia. Tanto Tucídides como Estrabón mencionan que se trataba de una de las cuatro ciudades de la isla de Cefalonia, junto con Proneso, Cranios y Same.
En la segunda guerra médica los palenses contribuyeron con la alianza griega enviando 200 hombres a la batalla de Platea. Posteriormente, participaron con cuatro naves como aliados de los corintios en su expedición contra Corcira, que fue uno de los detonantes de la guerra del Peloponeso. En el marco de la guerra social del año 218 a. C., según cuenta Polibio, el rey Filipo V de Macedonia llegó con un ejército a Cefalonia con la intención de apoderarse de sus plazas, pero al darse cuenta de que debido a la estrechez del terreno Proneso era una plaza difícil de asediar decidió dirigirse contra Paleis. Los macedonios recogieron el trigo de sus campos e inició el asedio de la ciudad. Los de Paleis, sin embargo, resistieron el asedio. Los habitantes de Paleis son mencionados también por Tito Livio, que dice que se rindieron ante el ejército romano de Marco Fulvio en el año 189 a. C. Estrabón únicamente añade que en su tiempo era pequeña y de escasa importancia y que, al igual que Cranios, estaba situada en la parte más estrecha de la isla.